# 1993 dans les chemins de fer
Chronologie des chemins de fer
1992 dans les chemins de fer - 1993 - 1994 dans les chemins de fer

## Évènements
- 23 mai, France : mise en service de la LGV Nord entre Paris et Lille.
- 21 décembre, France : déraillement d'un TGV sur cette même ligne.